# غروفر هارتلي
غروفر هارتلي (بالإنجليزية: Grover Hartley) هو لاعب كرة قاعدة أمريكي، ولد في 2 يوليو 1888 في أوسغود في الولايات المتحدة، وتوفي في 19 أكتوبر 1964 في دايتونا بيتش في الولايات المتحدة.

## وصلات خارجية
- غروفر هارتلي على موقع دوري كرة القاعدة الرئيسي (الإنجليزية)
- غروفر هارتلي على موقع جمعية أبحاث البيسبول الأمريكية (الإنجليزية)